# Феодосий (Сморжевский)
Феодосий Сморжевский  (ум. 1758) — архимандрит Севского Спасо-Преображенского монастыря Брянской епархии Русской православной церкви.

## Биография
Духовное образование получил в Киево-Могилянской академии и служил иеродиаконом в Киево-Софийском монастыре. В 1742 году он был вызван в Санкт-Петербург для отправки в Русскую духовную миссию в Пекине. Феодосий отказывался, ссылаясь на свою молодость и недостаточность образования, но Священный Синод определил рукоположить его в иеромонаха (17 января 1743 года) и отправить в Китай вместе с архимандритом Гервасием (Линцевским) в составе 4-й духовной миссии; им поручено было проверить латино-китайский лексикон и изучить китайский язык.

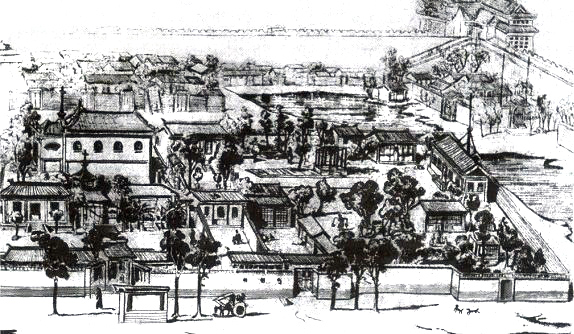
Северное подворье Русской духовной миссии в Пекине
Рисунок К. А. Скачкова, 1850 год

В конце ноября 1745 года миссионеры прибыли в Китай, и с самого прибытия начались между ними ссоры и конфликты, кончавшиеся часто бранью и даже буйством (в особенности при нетрезвом состоянии). Архимандрит присылал в Синод доношения за доношениями о неповиновении и дерзостях иеромонаха Феодосия, в котором «ничего благочестивого и благоговейного не осталось»; архимандрит предполагал даже, не отпал ли Феодосий от веры православной?
Между тем иеромонах Феодосий все ссоры объяснял неуживчивым характером архимандрита, а в своих доношениях Синоду от 15 августа 1753 года сообщал, что им составлено на 76-ти тетрадях «Руководство к лучшему успеху миссии», извлечения из которого и присылал под заглавиями: «Можно ли в Китае проповедовать и как» или «Какие порядки должны быть в миссии».
Из его предложений Св. Синодом были приняты следующие: 1) о найме иезуитов и китайцев для обучения миссионерских учеников; 2) о необходимости составить 3 лексикона и грамматику; 3) о том, чтобы в миссии были крещеные служители и чтобы дети их обучались у миссионеров, и 4) о перестройке старой Никольской церкви и о починке дворов.
Иеромонаху Феодосию приписывают также составление «Обстоятельной истории Российской Пекинской миссии и всех бывших там наших миссионеров», составленной очень критически, а потому и не напечатанной полностью, но в извлечении — в «Сибирском вестнике».

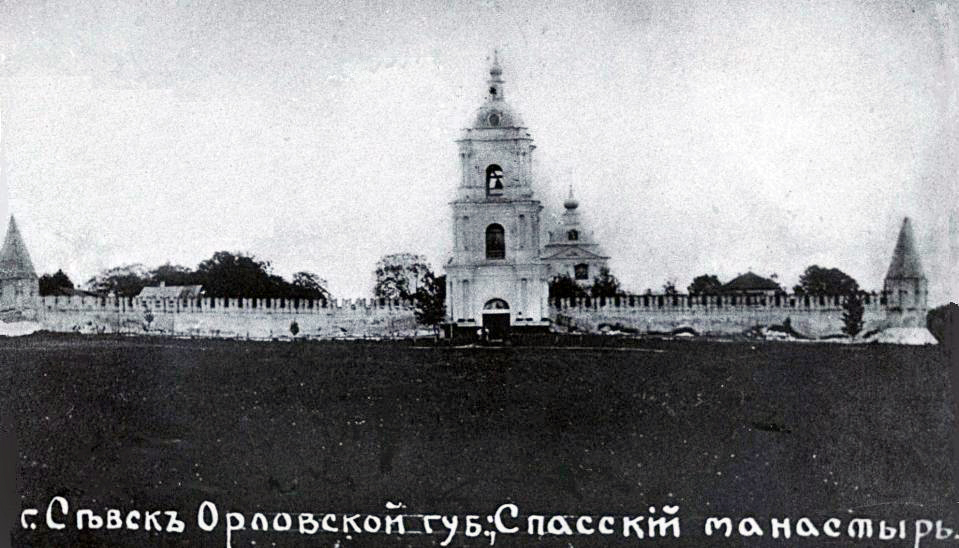
Севский Преображенский монастырь до октябрьского переворота

Архимандрит Гервасий и иеромонах Феодосий возвратились из Пекина одновременно в конце 1756 года Высочайшее повеление о возвращении иеромонаха Феодосия в столицу Российской империи город Петербург состоялось 15 января 1756 года. Ровно через год Синод сделал доклад государыне российской Елизавете Петровне о необходимости уволить иеромонаха Феодосия в Москву для очных ставок с архимандритом Гервасием по делу о ссорах их. В ответ (16 февраля 1757 года) последовало Высочайшее повеление о награждении иеромонаха Феодосия за понесенные им труды в Пекине.
Через два дня Синод определил, а 22 февраля произвел иеромонаха Феодосия в архимандриты Спасского монастыря в городе Севске. Проездом на место нового служения отец Феодосий встретился в Москве с архимандритом Гервасием, и 6 апреля 1757 года оба архимандрита подписали акт взаимного примирения. Через год архимандрит Феодосий Сморжевский скончался во ввереной ему обители.